# Primærrute 23
Primærrute 23 er en hovedvej på Sjælland og i Jylland, som forløber fra Motorvejskryds Holbæk til Kalundborg samt fra Juelsminde til Midtjyske Motorvej ved frakørsel 2 Grejs nord for Vejle. På Sjælland udgør den (foreløbigt) 13,4 km lange Kalundborgmotorvejen den østligste del af Primærrute 23.

## Forløb
Primærrute 23 forløber på Sjælland med 46 km og i Jylland med 31 km. På Sjælland begynder Primærrute 23 som motorvej ved Motorvejskryds Holbæk (Primærrute 21/23), hvor den følger den firesporede Kalundborgmotorvejen frem til motorvejsafslutningen ved Dramstrup. Den fortsætter direkte videre som motortrafikvej ad den to- og især firesporede Skovvejen frem til Løgtved, hvor den fortsætter direkte videre som tosporet hovedvej frem til havnen i Kalundborg. Herfra sejlede der i perioden 1960 til 1996 færge mellem Kalundborg og Juelminde. I Jylland fortsætter Primærrute 23 som tosporet hovedvej fra havnen i Juelsminde gennem landsbyen Stouby, hvorefter den krydser Sekundærrute 170 og fortsætter direkte videre som tosporet motortrafikvej frem til E45 Østjyske Motorvej. Herefter fortsætter ruten som tosporet hovedvej frem til endemålet ved Midtjyske Motorvej og frakørsel 2 Grejs.

## Vejens klassificering
På Sjælland er hele Primærrute 23 en statsvej, mens den i Jylland er en kommunevej på hele strækningen. Hele Primærrute 23 er klassificeret som hovedvej efter færdselsloven.
De offentlige veje inddeles fra 2015 efter vejloven i statsveje og kommuneveje, mens de tidligere blev klassificeret i hovedlandeveje, landeveje og kommuneveje. Betydningen for en vejs klassificering som statsvej eller kommunevej er først og fremmest af administrativ karakter. Statsvejene administreres af Vejdirektoratet, mens kommunevejene administreres af kommunerne. Det er vejmyndighedens ansvar at holde sine offentlige veje i den stand, som trafikkens art og størrelse kræver. Klassifikationen som statsveje og kommuneveje har ikke betydning for Danmarks overordnede rutenummererede vejnet med Europavejsruter, Primærruter eller sekundærruter, der administreres af Vejdirektoratet i samarbejde med kommunerne. Kun veje udlagt som Europavejsruter og Primærruter kan udlægges som hovedveje efter færdselsloven.

## Historie
Primærrute 23 planlægges udbygget med Kalundborgmotorvejen. Foreløbig er 13,4 km udbygget til motorvej siden første etape officielt blev indviet den 27. august 2013 af transportminister Pia Olsen Dyhr.

## Fremtiden
Der er ønske om bedre trafikforbindelser mellem Kalundborg og Holbæk. Derfor blev de østligste ca. 12,5 km fra Elverdam til Dramstrup gennem to etaper med indvielser i 2013 og 2019 omdannet til motorvej, som indgår i Kalundborgmotorvejen. Linjeføringen for resten af en fremtidig motorvejsstrækning fra Dramstrup til Kalundborg er fastlagt, og den indbefatter ombygning af den resterende del af Skovevejen. Anlægsloven blev vedtaget den 30. november 2023.